# エメリック・セティアノ
エメリック・セティアノ（Emerick Setiano、1996年7月19日 - ）は、トップ14RCトゥーロンに所属するラグビー選手。

## プロフィール
- フランス・アンジェ出身。
- ポジションはプロップ(PR)。
- 身長 185cm、体重 114kg
- U20フランス代表に選ばれたことがある[1]。
- フランス代表キャップは6（2021年1月現在）でラグビーワールドカップ2019のフランス代表に選ばれた[2]。

## 略歴
2016年、RCトゥーロンに加入。 